# Giant Gate Falls
Die Giant Gate Falls sind ein Wasserfall im Fiordland-Nationalpark auf der Südinsel Neuseelands. Er liegt unweit des Nordwestufers des Lake Ada im Lauf eines Gebirgsbachs in einem Tal unterhalb der Llawrenny Peaks, der durch zahlreiche Nebenbäche gespeist wird. Seine Fallhöhe beträgt ca. 30 Meter.
Der Wasserfall befindet sich nur wenig abseits des berühmten Milford Track.